# ザ・リメインズ (バンド)
ザ・リメインズ（The Remains、「バリー・アンド・ザ・リメインズ」と呼ばれることもある）は、バリー・タシアンをリーダーとする1960年代半ばのアメリカ、マサチューセッツ州ボストン出身のガレージ・ロック・グループ。

## 概要
全国的な成功を収めることはなかったが、ニューイングランドでは絶大な人気を誇り、1966年のビートルズ最後のアメリカ・ツアーではオープニング・アクトを務めた。
ザ・リメインズは1966年に解散したが、彼らの音楽はやがて国際的なカルト・ファンを魅了した。1990年代後半に演奏とレコーディングを再開し、その後も定期的に活動を続けている。

## キャリア 1960年代
ザ・リメインズは1964年にボストン大学で結成され、メンバー4人はケンモア・スクエアの同じ寮に住んでいた1年生だった。シンガー・ギタリストのバリー・タシアンとキーボーディストのビル・ブリッグスはコネチカット州ウェストポート出身、ドラマーのチップ・ダミアーニはコネチカット州ウォルコット出身、ベーシストのヴァーン・ミラーはニュージャージー州リビングストン出身だった。彼らは、寮の向かいにあった居酒屋ザ・ラスケラーで、R&Bやロックンロールのカヴァーやタシアンのオリジナル曲を演奏し始めた。間もなく、ケンモア・スクエアからフェンウェイ・パークまで、彼らを見に来るファンが列を作るようになり、経営陣は観客を収容するために使われなくなった地下室を空けなければならなくなった。
バンドはニューイングランド中で人気のライヴ・アクトとなり、1965年にはCBSテレビの番組『エド・サリヴァン・クリスマス・ショー』に出演した。エピック・レコードと契約後、キャッチーでスウィンギングなタシアンのオリジナル曲「Why Do I Cry」や、ボ・ディドリー／ウィリー・ディクソンの名曲「Diddy Wah Diddy」のハード・ドライヴ・ヴァージョンが地元でヒットした。1965年、ザ・リメインズはニューヨークに拠点を移し、そこでエド・サリバン・ショーに出演した。そして約1年後、カリフォルニアに移った。アルバム『The Remains』をレコーディングし、NBCテレビの『Hullabaloo』に出演、ソウルフルでハードロックなシングル「Don't Look Back」をリリースした
1966年、全国的にバンドがブレイクするかもしれないチャンスが訪れた、 ビートルズ、ファブ・フォーの最後のアメリカツアーのオープニング・アクトを3週間務めることになった。ツアーの直前、ドラマーのチップ・ダミアーニはバンドを脱退し、後にマウンテンのドラマーとなるN.D.スマートが後任となった。タシアンは2012年のインタビューでこう語っている： 「私たちはいつも4人で、4人で何百回も何百回もギグをこなしてきた！新しいドラマーはチップのようなフィーリングを持っていなかった。彼は素晴らしいドラマーだったけど、同じバンドではなかった。オリジナルのドラマーがいないと、炎が燃え尽きてしまうような気がしたんだ"
バンドは1966年末に解散し、エピックはセルフタイトルのデビュー・アルバムをリリースしたが、ほとんど話題にならなかった
1969年3月16日、ザ・リメインズのオリジナル・ラインナップは、ボストン・ティー・パーティーでの1回限りの公演のために再結成された。そのライブの録音は40年以上失われていた。発見後、サンデイズド・ミュージックは2018年1月12日、その夜からの9曲を収録した『Live 1969』をリリースした。ライヴ・レコーディングについてタシアンは、「リメインズの世界でこれほどワイルドなものは他にない。私たちは燃えていた... ギリギリだった...」

## バンドの復活
同時代のガレージ・ロックの多くと同様、リメインズも次第にカルト的な人気を獲得し、1998年のニューヨークでのカヴェストンプ、2000年のラスヴェガス・グラインド、2006年のヨーロッパ主要都市ツアーなど、いくつかのガレージ・リバイバル・ライヴで演奏するために再結成された。2002年にはニュー・アルバム『Movin' On』をレコーディング。
今でこそガレージロックというジャンルを連想させるが、リメインズは非常に熟達したプロのミュージシャンであり、彼らのレコーディングはハードエッジでありながら、よくプロデュースされ、アレンジされていた。
ビリー・ヴェラが作曲したバンド最後のシングル「Don't Look Back」は、1972年のコンピレーション・アルバム『ナゲッツ:オリジナル・アーティファクツ・フロム・ザ・ファースト・サイケデリック・エラ、1965-1968』に収録された。このアルバムは、パンク・ロックや60年代ガレージ・ロックへの関心が高まった1976年にサイアー・レコードから再発売され、さらに注目を集めた。このアルバムの後のボックス・セット・バージョンには、リメインズのファースト・シングル 「Why Do I Cry」も収録されている
"Why Do I Cry "は、映画『スーパーバッド 童貞ウォーズ』（2007年）で、マクローヴィンというキャラクターがパトカーでパーティに連れて行かれるシーンで少しだけ登場する。
2007年、Epic/Legacyはリメインズの1966年のアルバムをリイシューし、ロック・ジャーナリストのマーク・ケンプが『Paste』誌（2007年6月号）でレビューした：「もしこのボストンの悪童たちが1966年のデビュー以降も活動を続けていたら、我々は今日、ストーンズではなく彼らを "世界で最も偉大なロックンロール・バンド "と呼んでいたかもしれない。現状では、リメインズがアメリカで最も偉大な失われたバンドであることは間違いない。」
ケンプの賞賛は、40年前にロック評論家（後にブルース・スプリングスティーンのマネージャーとなる）ジョン・ランドーが『Crawdaddy！』誌（1967年1月号）に書いた批評と呼応するものだった： 「彼らは、ロックンロールについて見知らぬ人に語る方法だった」。
2008年、マイケル・スティッチ監督によるリメインズのドキュメンタリー映画『America's Lost Band』がボストン映画祭でプレミア上映された。Boxoffice』誌のスティーヴ・シメルスは、この映画を 「60年代のアメリカ音楽における偉大なる「こうであったかもしれない」物語のひとつを魅力的に再現している」と評した。
ザ・リメインズの物語は、2004年のニューヨーク・インターナショナル・フリンジ・フェスティバルの舞台ミュージカル『オール・グッド・シングス』の題材となり、さまざまな批評家から絶賛された。(60sgaragebands.com, News & Nuggets, August 31, 2004）
2010年、ザ・リメインズは1960年代のボストン・レッドソックスの投手、ビル・モンブケットをトリビュートした『Monbo Time』をリリース
2014年2月23日、ルドルフ・"チップ"・ダミアーニが脳出血で亡くなった。

## ディスコグラフィー
スタジオアルバム
- The Remains (1966, Epic)[2]
- Movin' On (2002, Rock-A-Lot)

その他のアルバム
- Live in Boston (1984, Eva #12024) (actually their 1966 Capitol Records New York studio audition with fake audience sounds added, inferior quality)
- A Session with the Remains (1996, Sundazed) (cleaned up 1966 Capitol Records audition)
- Barry and the Remains (1991, Sony; 1964-1966 tracks from The Remains plus additional tracks)
- Live 1969 (2018, Sundazed) (one-off reunion performance at the Boston Tea Party in March 1969)

シングル
- "Why Do I Cry" (1965, Epic) US Cashbox 144[11]
- "I Can't Get Away from You" (1965, Epic)
- "Diddy Wah Diddy" (1966, Epic) US Billboard 129[11]
- "Don't Look Back" (1966, Epic)
- "Monbo Time" (2010)

## References
1. 1 2  “Defend Yourself!: Barry And The Remains”.   DigBoston (2012年1月13日). 2014年8月26日時点のオリジナルよりアーカイブ。2014年8月22日閲覧。
2. 1 2 3 4  Colin Larkin, ed (1997). The Virgin Encyclopedia of Sixties Music (First ed.). Virgin Books. p. 371. ISBN 0-7535-0149-X
3. 1 2  “The Remains”.   The Remains. 2014年8月22日閲覧。
4. ↑  “Barry & the Remains, The Remains - Live 1969 Album Reviews, Songs & More”. AllMusic. 2023年1月11日閲覧。
5. ↑  “The Remains - Live 1969 - LP”. Sundazed Records. 2023年1月11日閲覧。
6. ↑  “Movin' On - The Remains, Barry & the Remains - Songs, Reviews, Credits”. AllMusic. 2018年1月12日閲覧。
7. ↑  “Various - Nuggets - Original Artyfacts From The First Psychedelic Era 1965-1968 (CD) at Discogs”.   Discogs.com. 2014年8月22日閲覧。
8. ↑  “Superbad”.   IMDb.com. 2014年6月14日閲覧。
9. ↑   Archived May 17, 2014, at the Wayback Machine.
10. ↑  Scott Gargan (2014年2月25日). “Chip Damiani, drummer for Westport rock group The Remains, dead at 69 - Culture Cache”.   Blog.ctnews.com. 2014年8月22日閲覧。
11. 1 2  Whitburn, Joel (2015). The Comparison Book Billboard/Cash Box/Record World 1954–1982. Sheridan Books. ISBN 978-0-89820-213-7